# Вооружённое столкновение в округе Мак-Минн
Вооружённое столкнове́ние в о́круге Мак-Ми́нн, в американской историографии и публицистике «Битва за Афины» (англ. Battle of Athens) или «Война в округе Мак-Минн» (англ. McMinn County War) — успешное вооружённое выступление граждан США против коррумпированной местной власти, состоявшееся 1—2 августа 1946 года в городе Атенс штата Теннесси.
В 1936 году в округе Мак-Минн пришла к власти политическая машина Демократической партии во главе с шерифом Полом Кантреллом. Граждане обвиняли новую власть в поборах, крышевании притонов и махинациях на выборах. Обращения в правоохранительные органы не приносили результатов. Положение группировки Кантрелла казалось непоколебимым, но весной 1946 года в округе появилась новая сила — три тысячи демобилизованных ветеранов Второй мировой войны. Инициативная группа ветеранов решила сменить власть в округе мирным путём и выдвинула собственных кандидатов на местные выборы. В день выборов, 1 августа 1946 года, оппозиционеры столкнулись с открытым противодействием власти. Один человек был тяжело ранен, несколько активистов арестованы. Ветераны, подозревавшие власть в попытке фальсифицировать результаты голосования, потребовали допустить их к подсчёту голосов. Противостояние переросло сначала в осаду, а затем в перестрелку между ветеранами и забаррикадировавшимися в здании тюрьмы полицейскими. После того, как осаждавшие забросали здание динамитом, полицейские сдались. Кантрелл признал поражение и тайно бежал из города. Кандидаты от оппозиции взяли управление округом в свои руки, разогнали коррумпированную полицию и реформировали местное самоуправление. Власти штата, до того поддерживавшие Кантрелла, не стали препятствовать ветеранам, но и не пытались преследовать коррупционеров. Судебному преследованию подвергся лишь полицейский, стрелявший в избирателя в день выборов.

## Историография
Столкновения в округе Мак-Минн широко освещались американской прессой, но новостные сообщения были фрагментарны и мало достоверны: репортёры крупных СМИ физически не успели доехать до места событий. Две местные радиостанции вели прямую трансляцию с места события, но лишь одна из них записывала свои репортажи, и лишь несколько ацетатных дисков сохранилось в архивах. И победители, и проигравшие, опасаясь за собственную безопасность, воздерживались от рассказов о случившемся. Лишь полгода спустя Теодор Уайт опубликовал первое журналистское расследование; именно он назвал случившееся «битвой при Афинах» (Battle of Athens). Уайт признавал, что собранный материал был явно неполон. Два ключевых вопроса — каким образом восставшие захватили арсенал Национальной гвардии, и кто именно возглавил осаду и штурм тюрьмы — оставались открытыми. В 1948 году дипломник университета Эмори Джордж Бресингтон собрал уникальные свидетельства очевидцев, которые не были опубликованы и не вводились в широкий оборот. Никогда не публиковались и материалы из досье Джона Дженнингса, и завершённая в 1969 году научная работа Томаса Бейкера.
«Заговор молчания» длился десятилетия; большинство участников и свидетелей умерли, так и не рассказав о них публично. В 1980 году местный краевед Говард Кук ввёл в оборот воспоминания одного из ключевых мятежников, бывшего морского пехотинца Билла Уайта (полный текст воспоминаний Уайта, записанный в 2000 году, опубликован университетом Теннесси). Кук утверждал, что именно Уайт и был единоличным лидером восставших. Рассказ Билла Уайта популяризировал консервативный публицист Гленн Бек; впрочем, Бек и его соавторы признавали, что Уайт местами противоречил показаниям других свидетелей и его нельзя было считать абсолютно надёжным источником. Историк, профессор университета Алабамы Ли Уильямс версию Кука и Билла Уайта не разделял. В опубликованном в 1991 году исследовании Уильямса Билл Уайт не упомянут. Автор опубликованной в 2020 году книги Крис Дероуз принял рассказ Билла Уайта за основу, но не упомянул имени Уайта в описании критических эпизодов «битвы».

## Место действия

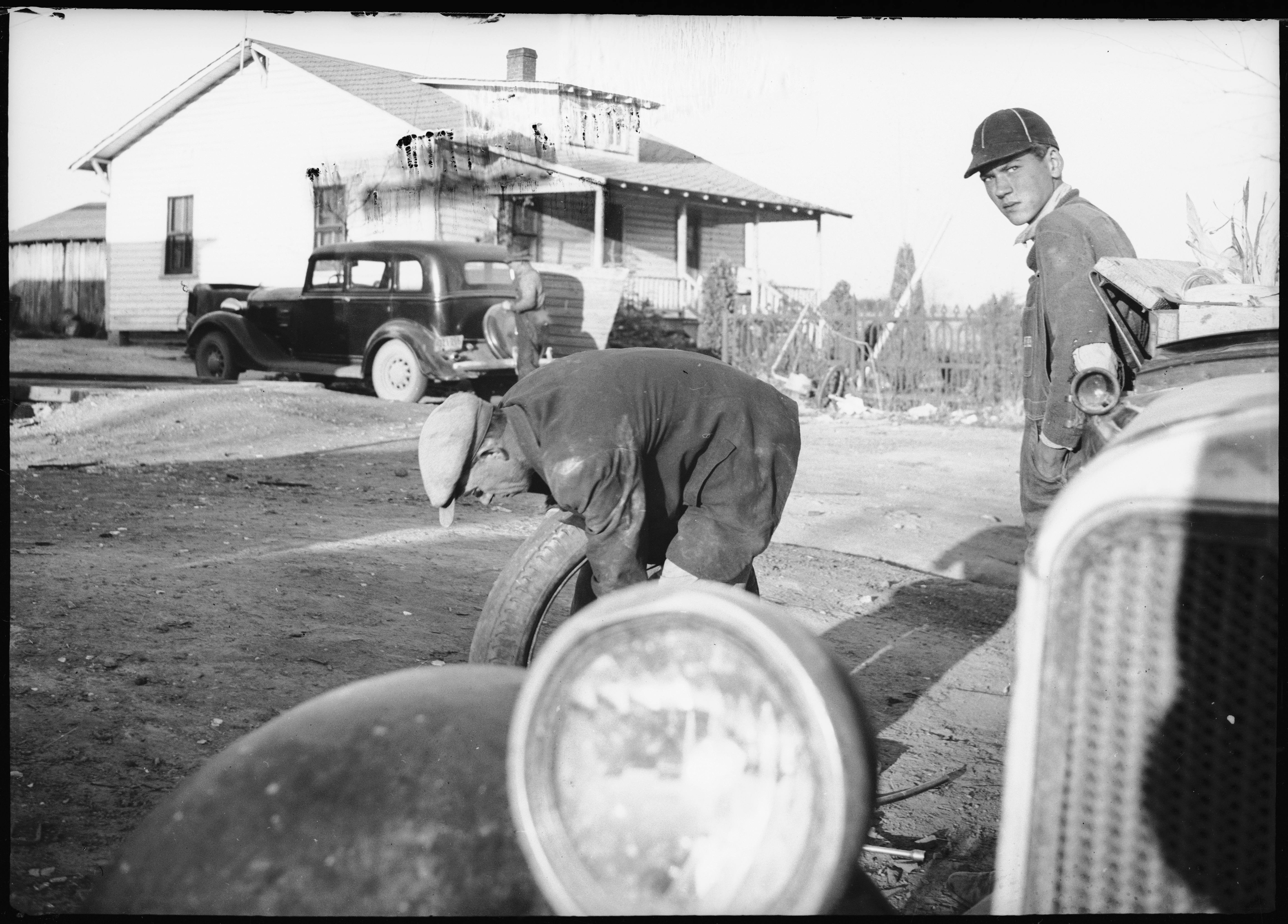
Город Атенс в 1930-е годы. Фото Аннемари Шварценбах

Округ Мак-Минн расположен в гористой местности на востоке штата Теннесси. До начала колонизации здесь жили племена криков; в XVIII веке их вытеснили пришедшие с севера чероки. В 1757 году англичане основали на землях союзных чероки форт для обороны от французов. О жизни колонистов XVIII века сохранились лишь обрывочные сведения; новейшая, хорошо документированная, история округа началась в 1819 году, когда федеральное правительство выкупило его территорию у индейцев.
Восточное Теннесси лежит на границе между «хлопковым поясом» Глубокого Юга и «кукурузным поясом» Среднего Запада США. Короткое лето не позволяет выращивать хлопок, поэтому здесь, в отличие от западного Теннесси, никогда не было рабовладельческих плантаций и значительного чернокожего населения. В 1838 году федеральные власти насильственно изгнали чероки; с тех пор подавляющее большинство жителей — белые потомки жителей англо-шотландского пограничья, исповедующие баптизм и методизм . Ко времени описываемых событий численность населения округа превысила 30 тысяч человек, из которых примерно семь тысяч жили в административном центре округа, городке Атенс (англ. Athens) . В течение Второй мировой войны 3526 жителей округа были призваны в вооружённые силы США.
В XIX веке фермеры округа Мак-Минн выращивали зерно, а в межвоенные десятилетия XX века основной культурой стал табак бёрли. Промышленных предприятий в округе не было, жители занимались земледелием, а города исполняли традиционные функции фермерского рынка и места встречи селян. К 1946 году большинство ферм ещё не были электрифицированы, улицы Атенс ещё не были замощены. Школьное образование, даже по меркам Юга США, было слабым. Послевоенный территориальный рост соседних Ноксвилла и Чаттануги, впоследствии повлиявший и на жизнь округа Мак-Минн, ещё не начался.
В округе, как и во всём штате Теннесси, практиковались прямые выборы должностных лиц исполнительной власти открытым голосованием. Право голоса имели лишь плательщики подушного налога. Политические партии могли оплачивать налог за своих избирателей оптом — что нередко, но не всегда, предопределяло исход выборов. Фактическим главой округа был избираемый на двухлетний срок шериф, имевший единоличное, ничем не ограниченное право нанимать и увольнять рядовых полицейских (помощники шерифа, англ. deputies). Шериф получал из окружного бюджета постоянное жалование в пять тысяч долларов в год, а рядовые полицейские содержались за счёт сбора административных и уголовных штрафов. Независимой прессы в округе не существовало; единственная газета округа тщательно избегала острых тем.

## Политическая предыстория
Общество, сложившееся после 1819 года в округе Мак-Минн, издавна отличалась поляризацией политической жизни. В начале гражданской войны население округа разделилось между поддержкой Севера и Юга. На голосовании 8 июня 1861 года 1144 граждан проголосовали за оставление штата в составе США, против 904, проголосовавших за выход из союза. За годы войны в округе было сформировано восемь рот армии Конфедерации и двенадцать рот армии северян.
В последнюю четверть XIX века в округе сложилось мощное движение непримиримых прогибиционистов. В 1909 году большинство избирателей округа проголосовало за введение сухого закона. После принятия общенационального сухого закона в округе процвело организованное самогоноварение, ориентированное на поставки в крупные города. Засилье бутлегеров было столь нетерпимым, что в 1926 году граждане города Этова дали вновь избранному городскому совету неограниченные полномочия по борьбе с преступными синдикатами. Совет полностью запретил оборот алкоголя, проституцию и ношение оружия, усилил полномочия полиции и расширил её штат. Новый глава городской полиции — беспринципный, но эффективный Бёрч Биггс (1874—1954) из округа Полк — занялся регулярными разгромами подпольных винокурен и вовлёк в антиалкогольную кампанию полицию соседних округов. Бутлегеры ответили чередой убийств представителей власти. Организованная преступность не ослабла, а, напротив, укрепилась и срослась с местной властью.
В начале XX века в крупнейшем городе штата, Мемфисе, пришёл к власти энергичный политик-демократ Эдвард Крамп. Он выстроил мощную политическую машину и подчинил ей все отрасли городского управления. Оставив в 1916 году пост мэра, Крамп сохранял фактический контроль над мэрией до конца своей жизни, а в 1930—1948 годы контролировал и весь штат Теннесси. Крамп активно поддерживал «новый курс» Рузвельта и рузвельтовский мегапроект переустройства долины Теннесси, привлекший в штат невиданные до того федеральные инвестиции. Распределение бюджетных средств между дружественными подрядчиками, и адресная финансовая поддержка её избирателей — преимущественно городской бедноты — были главным условием процветания машины. Крамп был всегда готов к негласным соглашениям с любыми попутчиками, если они вели к упрочнению и расширению его личной власти.

Шериф Кантрелл (крайний слева) и первый заместитель шерифа Мэнсфилд (справа внизу), фото не позднее 1942 года

Аналогичные процессы шли и в сельскохозяйственных округах штата. Самым известным политиком окружного масштаба стал Бёрч Биггс, в течение сорока лет контролировавший округ Полк. Созданная им машина, союзная машине Крампа, быстро подчинила себе смежные территории; в 1936 году Биггс «оккупировал» округ Мак-Минн. До того местные выборы обычно выигрывали, с небольшим перевесом, республиканцы, но на выборах шерифа 1936 года неожиданно победил демократ Пол Кантрелл, эксплуатировавший популярные идеи Рузвельта. По позднейшим утверждениям Клайда Роджерса, бывшего союзника Кантрелла, главной причиной успеха стала подмена избирательных бюллетеней. Будучи в 1936 году клиентом и протеже семейства Роджерсов, Кантрелл стал младшим  партнёром Крампа и Биггса, создал собственную политическую машину и фактически правил округом в течение десяти лет.
Кантрелл, выходец из многочисленного рода первых колонистов, был внешне непримечательным человеком средних лет. Теодор Уайт отмечал его неприятный, скользкий, нервный характер. Кантрелл никогда не смотрел в глаза собеседникам, а в конце карьеры не ступал и шагу без вооружённой охраны. Ещё в 1944 года пресса считала Кантрелла вассалом Биггса, но к 1946 году Кантрелл воспринимался уже как самостоятельный, равный Биггсу политик, а сложившаяся в Восточном Теннесси партия власти именовалась «машиной Биггса — Кантрелла» (англ. The Biggs-Cantrell machine). Не будучи популярным среди жителей округа, Кантрелл в 1938 и 1940 годы переизбирался шерифом округа. В 1942 и 1944 годы он успешно избирался в сенаторы штата, а место шерифа и по совместительству главы избирательной комиссии занимал его ближайший подручный Пэт Мэнсфилд. Третий по старшинству участник машины Кантрелла, Джордж Вудс, в 1940 году был избран в члены законодательного собрания штата, а затем стал спикером собрания; брат Кантрелла Фрэнк в 1946 году служил мэром города Этова.

## Обвинения в коррупции
После выборов 1936 года в округе заговорили о том, что победа демократов была подтасована, но никаких доказательств тому предъявлено не было. Последующие события подтвердили подозрения.
Новая власть сразу же занялась накачкой полицейского бюджета необоснованными штрафами с местных жителей и со случайных проезжих. Особенно доставалось пассажирам ночных междугородних автобусов: любой пассажир, застигнутый сонным при осмотре автобуса, считался пьяным, отправлялся на ночь в тюрьму и был обязан выплатить штраф в 16,5 долларов. В выходные дни количество арестов доходило до 115 человек. Помимо штрафа, каждый арестант приносил шерифу законный, официальный доход в 75 центов за каждый день содержания в тюрьме; за годы правления Кантрелла и Мэнсфилда округ выплатил по этой статье более трёхсот тысяч долларов. Вслед за ростом доходов росла и численность полиции: к 1946 году в ней состояло шестнадцать постоянных помощников шерифа и четыре полицейских города Атенс; кроме того, время от времени Мэнсфилд привлекал к службе до тридцати временных помощников, наделявшихся всеми правами полиции.
Штрафы были относительно чистым и безопасным, но прозрачным для проверяющих доходом. Другим, непрозрачным и необременительным для самих полицейских источником стало крышевание нелегальных питейных и игорных заведений. Покровительство притонам не распространялось на их посетителей: все они, за исключением немногих избранных, также рисковали оказаться в окружной тюрьме. Тем не менее, незаконные промыслы процветали, и округ Мак-Минн приобрёл в штате репутацию «открытой» (англ. wide open) территории. Главными исполнителями беззакония стали нанятые шерифом рядовые полицейские, некоторые из которых имели уголовное прошлое, а главным организатором, по мнению Билла Уайта — Мэнсфилд. Доказательств личного участия Кантрелла и Мэнсфилда в организованном рэкете не существует, но он не мог осуществляться без их поддержки, или хотя бы неофициального согласия.
Политическая машина округа Мак-Минн принципиально отличалась от классических машин больших городов. Крупные политические объединения, перераспределяя общественные ресурсы в пользу своих избирателей, систематически расширяли их круг и тем самым обеспечивали себе победу на относительно честных выборах. Кантрелл и его сторонники сделали ставку исключительно на насилие и подлог. Главными инструментами перевыборов стали махинации при выдаче избирательных бюллетеней и фальсификации при подсчёте голосов. В избирательные списки регулярно включались «мёртвые души», сторонники Кантрелла получали незаполненные бюллетени пачками, а бюллетени его противников конфисковывались при первом удобном случае. Голосование не было тайным: воля избирателя становилась немедленно известна власти, что усугубляло размежевание общества на «своих» и «чужих», нелояльных правящей группировке. Подсчёт голосов производили полицейские в здании тюрьмы,  наблюдатели от оппозиции к подсчёту не допускались. В 1940 году Джордж Вудс сумел провести через законодательное собрание штата акт о новой нарезке избирательных участков, направленный против республиканцев. Единственным оплотом оппозиции оставался окружной суд, потребовавший приобретения и использования машин для голосования. В ответ Вудс добился законодательного роспуска коллегии судей, а уже приобретённые машины были проданы «ради экономии общественных средств».
В 1940, 1942 и 1944 годы протесты республиканцы рассматривались министерством юстиции США, но все три проверки окончились безрезультатно.

## Оппозиция ветеранов
В начале 1946 года Кантрелл и Мэнсфилд решили провести рокировку. Кантрелл вновь выдвинул себя кандидатом в шерифы, а Мэнсфилд — кандидатом в сенат штата на место Кантрелла. По мнению историка Стивена Байрума, уже собиравшийся на покой Кантрелл хотел в последний раз воспользоваться чрезвычайно доходным местом шерифа (по оценкам недоброжелателей, за четыре года на этом посту Мэнсфилд «заработал» не менее сотни тысяч долларов). На этот раз на пути властной группировки оказалась новая политическая сила — примерно три тысячи демобилизованных ветеранов Второй мировой войны.
Столкновения солдат, возвращавшихся с фронтов, с полицией шерифа Мэнсфилда начались ещё до окончания войны. Отпускники из действующей армии и демобилизованные солдаты, получавшие государственное пособие, стали излюбленной целью полицейских. Двое отпускников были застрелены полицией при аресте. С началом послевоенной демобилизации конфликты стали повседневным делом. В феврале 1946 года, после особо жёсткого допроса полицией одного из ветеранов, сопротивление приняло организованный характер. Пятеро бывших военнослужащих и один гражданский житель Атенс возглавили тайную инициативную группу, вокруг которой сплотились сотни недовольных. В мае, после оглашения предвыборных планов власти, активисты организовали общий сход ветеранов. 9 мая собрание приняло решение сместить правящую группировку мирным путём, на ближайших выборах, и избрало пять кандидатов на выборные посты — трёх демократов и двух республиканцев. Глава местной ячейки республиканцев Отто Кеннеди гарантировал ветеранской оппозиции полную поддержку своей партии. Республиканцы собирались сместить Кантрелла, тогда как для ветеранов врагами были, в первую очередь, Мэнсфилд и его подручные.
Локомотивом избирательной кампании стал ветеран боёв в северной Африке, тридцатитрёхлетний сержант запаса Нокс Генри: ему предстояло бороться с Кантреллом за ключевой пост шерифа. Старейший в предвыборном списке, пятидесятидвухлетний Чарли Пикел служил снайпером в Первую мировую войну. Два отставных офицера, Джим Баттрем и Ральф Дагган, вызвались служить публичными организаторами предвыборной кампании и координаторами тайного оргкомитета из 28 человек. Негласную поддержку оппозиции оказывали местные предприниматели и стремившиеся вернуть округ под свой контроль политики-республиканцы во главе с конгрессменом Джоном Дженнингсом. Сами же оппозиционеры подчёркнуто воздерживались от партийной риторики; пятеро кандидатов шли на выборы как внепартийный «солдатский список» (англ. GI slate).
Сбор средств на кампанию и предвыборная агитация не составили оппозиционерам особой сложности. Намного труднее оказалась борьба за явку избирателей на выборы. Жители сочувствовали ветеранам, но были уверены, что партия власти вновь посчитает голоса в свою пользу. Поэтому главной тактической целью оппозиции стало наблюдение за подсчётом голосов, а главным лозунгом избирательной кампании — «Ваш голос подсчитают именно так, как вы проголосовали» (англ. Your vote will be counted as cast). С этими словами агитаторы ежедневно обходили дом за домом, убеждая жителей в своей способности добиться справедливого подсчёта.
В течение месяца оппозиция переломила общественное мнение в пользу участия в выборах, но не приобрела никаких рычагов контроля над ними. Губернатор штата, местное отделение ФБР и федеральная прокуратура в Вашингтоне отказались вмешиваться в окружные выборы, тем самым оставив их исход в руках правящей группировки. Тем временем, полиция успешно вычёркивала ветеранов из списков избирателей простой конфискацией квитанций об уплате подушного налога (гражданин, не способный предъявить квитанцию в день голосования, автоматически не допускался к голосованию). В середине июля Кантрелл начал зачистку и собственных рядов. Вначале полиция ограбила и арестовала главу утратившего политическое влияние семейства Роджерсов, а затем тяжело ранила его зятя, якобы при «попытке сопротивления».

## День выборов

1 августа, вечер. Полицейская цепь и баррикада из автомобилей вокруг избирательного участка. Democracy, Athens Style — уникальное фото Джорджа Халла, избежавшее изъятия и уничтожения полицией

Накануне выборов, назначенных на 1 августа 1946 года, стороны обменялись угрозами. Оппозиция заявила, что ветераны округа Блант пришлют на выборы 450 дружественных наблюдателей. Мэнсфилд сообщил, что уже нанял несколько сотен «помощников» из соседних округов. В ожидании массовых беспорядков лавочники закрыли свои заведения, а предусмотрительный мэр уехал в «отпуск». К семи утра 1 августа власть мобилизовала, по разным оценкам, «около двухсот» или «не менее 250» вооружённых наёмников; в их числе были настоящие полицейские из соседних округов, надзиратели тюрем и даже несколько временно выпущенных на свободу заключённых. Фактически, Мэнсфилд установил в Атенс военное положение и полностью перехватил инициативу у оппозиции, не готовой сопротивляться сотням вооружённых людей.
Первый арест наблюдателя от оппозиции произошёл в Этове ещё до открытия избирательных участков. В девять утра полиция арестовала в Атенс наблюдателя Уолтера Эллиса, который обнаружил факт массового голосования лицами, не включёнными в списки избирателей. Баттрем, уполномоченный выкупать арестованных из тюрьмы, попытался внести за Эллиса залог и получил отказ. В штабе оппозиции воцарилось уныние; наблюдатели более не пытались протестовать против нарушений.
В три часа дня полицейский Уинди Уайз выгнал с избирательного участка и избил чернокожего Тома Гиллеспи, собиравшегося проголосовать за «солдатский список». Когда Гиллеспи поднялся, Уайз выстрелил в него и приказал наёмным «помощникам» оттащить раненого с глаз долой; оказавшийся поблизости Мэнсфилд разрешил перенести Гиллеспи в лазарет доктора Фори. Несколько минут спустя на другом избирательном участке полицейский Майнус Уилберн (соучастник убийства матроса-отпускника Эрла Форда в 1944 году) избил и ограбил в кафе «Дикси» члена избирательной комиссии от оппозиции Боба Херрилла. Потерявшего сознание, окровавленного Херрилла также оттащили — но не в лазарет, а в тюрьму. Фори, узнав о случившемся, сумел добиться от тюремщиков выдачи раненого и в одиночку перенёс его в лазарет. Уилберн счёл день голосования завершённым и наглухо закрыл дверь участка, а ещё остававшегося на нём наблюдателя запер в кладовой. На другом городском участке двое арестованных оппозиционеров сумели бежать и также оказались в лазарете с множественными трамвами.
В четыре часа дня голосование было завершено на всех участках. В городах Ниота и Этова, где силы оппозиции имели подавляющий перевес над малочисленной полицией, подсчёт голосов был произведён гласно, в присутствии наблюдателей. В Ниоте Нокс Генри выиграл у Кантрелла со счётом 696:249, в Этове со счётом 612:455. Партия власти понесла локальные поражения, но по-прежнему полностью контролировала три участка в Атенс; урну с четвёртого городского участка Мэнсфилд, в нарушение процедуры, вывез в здание тюрьмы. Изгнав или арестовав неудобных свидетелей, люди Мэнсфилда забаррикадировали здания участков и тюрьмы собственными автомобилями, заперлись внутри и приступили к «подсчёту» голосов. Отдельные группы полицейских продолжали патрулировать город и отлавливать фотокорреспондентов и активистов оппозиции. Невооружённые ветераны, в свою очередь, сумели обезоружить, задержать и вывезти в лес пятерых полицейских, пытавшихся угрожать штабу «солдатского списка».

## Вооружённое восстание

План центра Атенс во время столкновений 1—2 августа 1946
1: Насыпь напротив здания тюрьмы
2: Почта
3: Тюрьма
4: Кафе «Дикси». 12-й участок для голосования
5: Типография Отто Кеннеди. Штаб республиканцев
6: Мэрия. 11-й участок для голосования
7: Лазарет доктора Фори
8: Штаб «солдатского списка»
9: Окружной суд. 1-й участок для голосования
10: Отель «Роберт Ли»

По версии авторов, опирающихся на воспоминания Билла Уайта, вечером 1 августа именно Уайт убедил товарищей по оппозиции продолжить сопротивление. Для этого требовалось оружие, которое Уайт предложил взять в арсенале Национальной гвардии, располагавшемся в одной миле (1,6 км) от центра города. Единственный охранник арсенала не оказал сопротивления, и восставшие захватили десятки единиц стрелкового оружия, от револьверов до автоматов Томпсона, и массу боеприпасов к ним.
После заката солнца, в девятом часу, вооружённые ветераны покинули свой штаб и окружили здание тюрьмы, в котором собрались Мэнсфилд, Кантрелл и значительные силы полиции. Небольшое, но крепко сложенное, каменное здание окружной тюрьмы было выстроено в 1878 году. На первом этаже находились камеры для арестантов и служебные комнаты, на втором — квартира шерифа. Слева от входа в тюрьму располагался просторный незастроенный двор, где в прошлом проводились публичные казни. На другой, холмистой стороне улицы, напротив тюрьмы, проходила высокая земляная насыпь. Не имевший военного опыта Мэнсфилд не учёл, что находящаяся в низине тюрьма прекрасно просматривается и простреливается с холма.
Взяв тюрьму в плотное кольцо, ветераны открыли огонь с насыпи и из окон окрестных домов. Десятки человек с обеих сторон, в том числе полицейские, пытавшиеся прорвать кольцо окружения снаружи, были ранены. Осаждённые, несмотря на подавляющий перевес противника, сдаваться не собирались. Они были надёжно прикрыты каменными стенами, в их руках были заложники — арестованные днём наблюдатели, — и они успели вызвать в город национальную гвардию. Её передвижение не были секретом для ветеранов, постоянно следивших за радиообменом на частотах полиции. Однако ветераны не знали, что в то же самое шериф округа Полк отправил в город Суитуотер, где жил Нокс Генри, карательный отряд с целью ликвидировать главного кандидата оппозиции. Если бы Генри был убит, подсчёт голосов уже не имел бы смысла — но встревоженные ночными обысками жители Суитуотера вышли на улицы с оружием и вынудили киллеров отступить.
Вcкоре после полуночи, на четвёртом часу безрезультатной перестрелки, вожакам восставших стало ясно, что избранная тактика приведёт к поражению. Масса ветеранов, окруживших тюрьму, постепенно таяла: уставшие люди уходили домой, никакого плана их замены не существовало. Зато появление в городе национальной гвардии, базировавшейся в двух часах езды от Атенс, казалось весьма вероятным. Восставшим требовалось нанести решающий удар до прибытия войск. Баттрем и Билл Уайт приняли решение «выкурить» Кантрелла и Мэнсфилда динамитом. Первые шашки, брошенные в сторону тюрьмы, не долетели до цели и не нанесли урона осаждённым. Описание дальнейших событий расходится в деталях. В изложении Теодора Уайта (1947 год) в 3:30 утра восставшие с четвёртой попытки сумели забросить на крыльцо тюрьмы связку из двух шашек. Взрыв снёс крыльцо; стены тюрьмы устояли, но осаждённые в ней наёмники решили не испытывать судьбу и сдались восставшим. В позднейших изложениях, основанных на воспоминаниях Билла Уайта, исход осады решил именно он. Под прикрытием дыма от первых взрывов Билл Уайт прополз мимо искорёженных ими автомобилей и сумел забросить связку шашек на крыльцо тюрьмы. В книге Дероуза имя Уайта в контексте этого эпизода не упоминается.
Из примерно шестидесяти полицейских и наёмников, находившихся к началу осады в здании тюрьмы, половина сумела бежать через задний ход, а другая сдалась восставшим. Ветераны, как могли, пытались предотвратить линчевание — но многие сдавшиеся были жестоко избиты, а один неизвестный нападавший полоснул Майнуса Уилберна ножом по горлу. Кантрелл и Мэнсфилд тайно покинули здание до динамитной атаки. Раненый дробью Мэнсфилд самостоятельно добрался до Чаттануги, где потребовал защиты у местной полиции. Кантрелл бежал из города в Северную Каролину на автомобиле-катафалке. Он знал, что губернатор штата не собирался отдавать гвардейцам приказ на открытие огня, и потерял веру в успех задолго до штурма. Наутро в здании тюрьмы был найден именной револьвер Кантрелла и тысячи подложных избирательных бюллетеней с его именем.

## Восстановление законности

2 августа. Здание тюрьмы (слева) и разгромленная баррикада из автомобилей после штурма

В шесть утра 2 августа Ральф Дагган, заручившись неофициальным согласием Джорджа Вудса, объявил о победе партии ветеранов. Кантрелл прислал телеграфом заявление об отставке; Мэнсфилд по-прежнему занимал должность шерифа и представлял угрозу для оппозиции. Губернатор Маккорд собирался послать в город полицию штата, чтобы восстановить Мэнсфилда в должности, но Дагган убедил губернатора отказаться от этих планов.
На несколько часов в городе воцарилась анархия: толпа вымещала ненависть на автомобилях наёмников Мэнсфилда. Немногие из них, ещё остававшиеся на свободе, предпочли вернуться в тюрьму, под защиту вооружённых ветеранов. К 10 часам утра 2 августа волна насилия схлынула. Ветераны выпустили из тюрьмы всех задержанных, кроме Уинди Уайза, и проводили их до границы города. Хулиганствовавшие мальчишки и зеваки разошлись по домам, а вожаки восставших занялись формальной легализацией своей победы и гарантиями собственной безопасности. Во второй половине дня 2 августа народный сход назначил временную администрацию из трёх человек и созвал экстренное заседание окружного суда для утверждения итогов выборов. В то же время, по настоянию Даггана, главные участники «битвы за Афины» договорились молчать о случившемся, чтобы не оказаться на скамье подсудимых.
3 августа газета из Ноксвилла распространила слух о том, что Мэнсфилд собирается вернуться в Атенс и силой вернуть всё ещё принадлежавший ему пост шерифа. Город вновь пришёл в движение. Вновь заработал штаб «солдатского списка», на улицы вышли патрули вооружённых граждан. Семьдесят человек заняли снайперские позиции на крышах в центре Атенс, две сотни выдвинулись на границу «недружественного» округа Полк, в небе наблюдение за дорогами вёл самолёт AT-6. Ветераны даже навестили Бёрча Биггса в его собственном доме; впрочем, Биггс уже списал Мэнсфилда со счетов и не собирался помогать ему. Вечером 3 августа в Атенс, вместо Мэнсфилда, приехали шесть полицейских штата; оценив обстановку, они немедленно покинули город. Мэнсфилд признал поражение и на следующий день, 4 августа, прислал заявление об отставке. Две группы национальной гвардии, готовые выдвинуться в мятежный округ, были распущены по домам. Губернатор, избежавший прямого столкновения с гражданами, с облегчением признал свершившийся факт: «Всё уже закончилось, верно? Всё разрешилось просто замечательно!» (англ. It’s over, isn’t it? It worked out admirably!).
5 августа окружной суд установил, что протоколы шести из двенадцати избирательных участков были безнадёжно фальсифицированы «машиной». На тех участках, где наблюдатели были допущены к подсчёту голосов, партия ветеранов выиграла у Кантрелла со счётом 2230:1244. Суд признал фальсифицированные протоколы недействительными и отдал победу «солдатскому списку». В тот же день Генри Нокс официально вступил в должность шерифа и назначил республиканца Отто Кеннеди своим первым заместителем.
8 августа Мэнсфилд ненадолго вернулся в Атенс для передачи дел новой власти; после двухчасовой встречи с Кеннеди он навсегда покинул Теннесси. Кантрелл некоторое время скрывался в Чаттануге, а затем вернулся в Этову и занялся управлением семейным банком. Ни Кантрелл, ни Мэнсфилд не были привлечены к уголовной ответственности: власть в штате по-прежнему принадлежала группировке Крампа, покровительствовавшей изгнанникам и не заинтересованной в расследовании. По той же причине и победившие в «битве за Афины» ветераны не пытались преследовать побеждённых. Единственным наказанным оказался Уинди Уайз, получивший за выстрел в Гиллеспи от одного до трёх лет тюрьмы и фактически отсидевший ровно год. Дело о нападении на арсенал национальной гвардии было прекращено ФБР «по политическим мотивам и из-за отсутствия логически обоснованных версий…» (англ. In view of the political nature of this occasion and in view of the fact that there are no logical leads...).
В течение нескольких последующих дней покинули службу все штатные полицейские округа, их «помощники» и все гражданские служащие из клана Кантрелла-Мэнсфилда. Младшие участники машины покинули округ МаМинн навсегда. Полицейский Майнус Уилберн ушёл на службу к Бёрчу Биггсу, и три года спустя погиб в автокатастрофе при подозрительных обстоятельствах. Наспех восстановленное здание тюрьмы было снесено в 1951 году; новое, существующее в XXI веке, здание выстроили в одном квартале к востоку.
Генри Нокс стал последним главой исполнительной власти округа Мак-Минн, избранным прямым голосованием граждан. В 1946—1947 годы активисты, убеждённые в порочности прямых выборов, убедили сначала граждан округа, а затем законодательное собрание штата, и настояли на введении поста городского управляющего (сити-менеджера), избираемого городским советом. Членами временного городского совета стали сами активисты «солдатского списка»; первый постоянный состав был избран в 1948 году.

## Реакция общества
«Битва за Афины» немедленно привлекла внимание общенациональной прессы. Большинство комментаторов осудило действия ветеранов в Атенс как неконституционный захват власти. Роберт Руарк писал, что «разница между борцами за справедливость (англ. vigilantes) и толпой погромщиков (англ. lynch mob) исчезающе мала. Если мы ищем выход из тупика коррумпированной политики, то найдённое в Атенс решение — точно негодное». Встревоженные авторы редакционных статей задавались вопросами: не является ли «битва» лишь первым эпизодом насилия со стороны солдатских масс? не последуют ли за ней новые столкновения, и если да — то где именно?
Прямых столкновений не последовало, но ветеранские объединения по всей стране воспользовались опытом округа Мак-Минн. В августе 1946 года ветераны готовившихся к выборам штатов Алабама, Арканзас, Нью-Йорк, Нью-Джерси и Оклахома выдвинули собственных кандидатов и заявили о готовности применить силу против местных коррупционных «машин». В городке Данвилл, не насчитывавшем и тысячи жителей, состоялся сход тысячи бывших военнослужащих, которые поклялись повторить опыт теннессийских товарищей, если их кандидаты столкнутся с противодействием власти. На митинге в Джерси-Сити раздавались открытые призывы к стрельбе по «банде политиков» (англ. It's time we began to shoot... begin by cleaning up the political gang that controls this town).
В сентябре 1946 года ветеранские общества штатов Миссури и Нью-Йорк потребовали выплат не предусмотренных никакими законами пособий. В Олбани толпа ветеранов под управлением активистов левого крыла КПП заняла здание законодательного собрания и потребовала встречи с губернатором. Томас Дьюи не поддался на шантаж и отправил протестующих восвояси; ни ветераны, ни полиция не рискнули применить силу. Осенью 1946 года начались массовые волнения в самой армии США: солдаты и матросы, недовольные медленным темпом демобилизации, отказывались подчиняться командирам. По улицам Лондона, Парижа и Франкфурта прошли многотысячные солдатские демонстрации. Оккупационные войска, по мнению американских обозревателей, морально разложились под влиянием агитаторов-коммунистов. Непредсказуемые выходки ветеранов и солдат действующей армии изменили общественное мнение в США: безоговорочная поддержка обществом своих солдат ушла в прошлое.
Политическая машина Крампа в 1948 году потерпела первое поражение на выборах; после смерти Крампа в 1954 году она быстро угасла и к 1970 году полностью утратила влияние. Непосредственным толчком, обрушившим некогда незыблемую «машину», стала кампания прессы за отмену подушевого налога и введение полноценного всеобщего избирательного права. Крамп, желая сохранить столь важный инструмент контроля над электоратом, ввязался в бой и проиграл: на выборах 1948 года, впервые за два десятилетия, он потерял большинство мест в конгрессе штата. В те же годы угасли и другие, некогда мощные, «машины» больших городов. По мере того, как страна богатела, а её индустриальное общество становилось постиндустриальным, традиционный электорат «машин» — рабочая беднота, недавние иммигранты — неминуемо сокращался. Окончательно обескровил «машины» отток белого населения из городов в пригороды.

### Основные источники
- Byrum C. S. McMinn County. — Memphis State University Press, 1984. — Вып. 54. — (Tennessee county history series). — ISBN 0878701761.
- DeRose, C.[англ.]. The Fighting Bunch: The Battle of Athens and How World War II Veterans Won the Only Successful Armed Rebellion Since the Revolution. — St.Martin's / MacMillan, 2020.
- Joy M. S. Battle of Athens // Revolts, Protests, Demonstrations, and Rebellions in American History: An Encyclopedia, Volume 1. — ABC-CLIO, 2011. — P. 882—889. — ISBN 9781598842210.
- White T. H.[англ.]. The Battle of Athens, Tennessee // Theodore H. White at large: the best of his magazine writing, 1939—1986. — Pantheon Books, 1992. — P. 317—326. (первая журнальная публикация — Harper’s Magazine, январь 1947 года)
- Williams, Lee III. Post-War Riots in America 1919 and 1946. — The Edwin Meller Press, 1991. — ISBN 9780889466944.

### Свидетельства участников и очевидцев
- Piehler, K., White, W., Wilson, B. An Interview with Bill White. — University of Tennessee Knoxville, 2000.
- Crawford, C., Travis, f. Interviews with Fred R. Travis. — Memphis State University, 1989. — (Recent Tennessee Political History).
- Crawford, C., Yarbrough, W. Interviews with Willard Yarbrough. — Memphis State University, 1981. — (Recent Tennessee Political History).

### Прочие источники
- Beck G. Miracles and Massacres: True and Untold Stories of the Making of America. — Simon and Schuster, 2014. — ISBN 9781476771205.
- Byrum C. S. August 1, 1946: The Battle of Athens, Tennessee. — Tapestry Press, 1996. — ISBN 9781568881676.
- Childers T.[англ.]. Soldier from the War Returning. — Houghton Mifflin Harcourt, 2009. — ISBN 9780547416540.
- Coggins, A. Tennessee Tragedies: Natural, Technological, and Societal Disasters in the Volunteer State. — University of Tennessee Press, 2012. — ISBN 9781572338296.
- Gibson K. Ex-GIs Battle For The Ballot // VFW Magazine. — 2012. — № August.
- Guy, J. McMinn County. — Arcadia Publishing, 2010. — 128 p. — ISBN 9781439641316.
- Moore, N. Review: Swifter Than Eagles—Bill White and the Battle of Athens by Howard Cook // Tennessee Historical Quarterly. — 1983. — Vol. 42, № 1. — P. 104—106. — JSTOR 42626349.
- Seiber, L. The Battle of Athens // American Heritage Magazine. — 1985. — Vol. 36, № 2.
- Tennessee Overhill Heritage Association. Relive the Battle of Athens // Tennessee Mountain Traveler. — 2014. — № Summer 2014. — P. 5.